# Sarıkaya (district)
Sarıkaya is een Turks district in de provincie Yozgat en telt 46.131 inwoners (2007). Het district heeft een oppervlakte van 974,4 km². Hoofdplaats is Sarıkaya.
De bevolkingsontwikkeling van het district is weergegeven in onderstaande tabel.
| 1997   | 2000   | 2007   |
| ------ | ------ | ------ |
| 40.722 | 58.026 | 46.131 |